# Windermere Lake, Ontario
Windermere Lake är en sjö i Kanada.   Den ligger i distriktet Sudbury och provinsen Ontario, i den sydöstra delen av landet, 700 km väster om huvudstaden Ottawa. Windermere Lake ligger 424 meter över havet. Arean är 42 kvadratkilometer. Den sträcker sig 11,1 kilometer i nord-sydlig riktning, och 18,4 kilometer i öst-västlig riktning.
I omgivningarna runt Windermere Lake växer i huvudsak blandskog. Trakten runt Windermere Lake är nära nog obefolkad, med mindre än två invånare per kvadratkilometer.